# Château de Flaghac
Le château de Flaghac est un château situé sur la commune française de Saint-Georges-d'Aurac dans le département de la Haute-Loire.

## Localisation
Le château se situe dans la communauté de communes des Rives du Haut Allier, dans l'ancienne région historique d'Auvergne.

## Histoire
La chapelle attenante est mentionnée en 1062. Le château construit à l'époque médiévale possède un important système de fortifications (tours, douves, enceintes successives) et fut complété de chapelles au XVe siècle. Il est ensuite restauré au cours du XXe siècle par l'architecte René Moreau. 

## Description
Le chœur est la seule partie conservée du bâtiment d'origine qui datait du XIe siècle ou XIIe siècle. Il subsiste encore les décors du XVIIIe siècle.
Les vitraux est sont datés de 1857, la nef et la façade nord ont été reconstruites au XIXe siècle.

## Protection
Les façades et les toitures du château, les douves avec leurs quatre tourelles d'angle, le terre-plein entouré par les douves sont inscrits au titre des monuments historiques par arrêté du 15 mai 1957.
Un arrêté du 10 août 2000 inscrit partiellement le château au titre des monuments historiques. 